# Joe Sullivan (hockeista su ghiaccio)
Joseph Albert Taylor Sullivan, detto Joe (Scarborough, 8 gennaio 1901 – Scarborough, 30 settembre 1988), è stato un hockeista su ghiaccio canadese.

## Palmarès

### Olimpiadi invernali
- Oro a Sankt Moritz 1928 nell'hockey su ghiaccio.